# René Dussaud
René Dussaud (nacido el 24 de diciembre de 1868, fallecido el 17 de marzo de 1958) fue un orientalista, arqueólogo y epigrafista francés. Entre sus trabajos más importantes se encuentran los estudios sobre la religión de los hititas, los hurritas, los fenicios y los sirios. 
Llegó a ser el tutor del "Departamento de Antigüedades del Cercano Oriente" del Museo del Louvre y miembro de la Academia de las inscripciones y lenguas antiguas.
Dussaud es conocido por haber sustentado la correcta teoría del origen semítico del alfabeto, por haber dirigido varias de las más importantes excavaciones francesas en el Cercano Oriente y haber sido uno de los fundadores de la revista arqueológica Syria. Ha sido descrito como "un director de museo con inquietud arqueológica".

## El caso Glozel
Al final de la década de 1920, cuando René Dussaud era curador en el Louvre, fue cuando el llamado "caso Glozel" dio lugar a una encendida controversia pública. Claude y Émile Fradin, campesinos que habían descubierto una cámara subterránea en marzo de 1924 en Glozel, caserío a 17 kilómetros de Vichy, fueron acusados de fraude por Dussaud en diciembre de 1927, después de que, a partir de ciertos informes, se sostuvo que el yacimiento neolítico era falso, con excepción de algunos objetos. Los Fradin demandaron por difamación a Dussaud en enero de 1928, y este resultó finalmente condenado en juicio en 1932.

## Obra

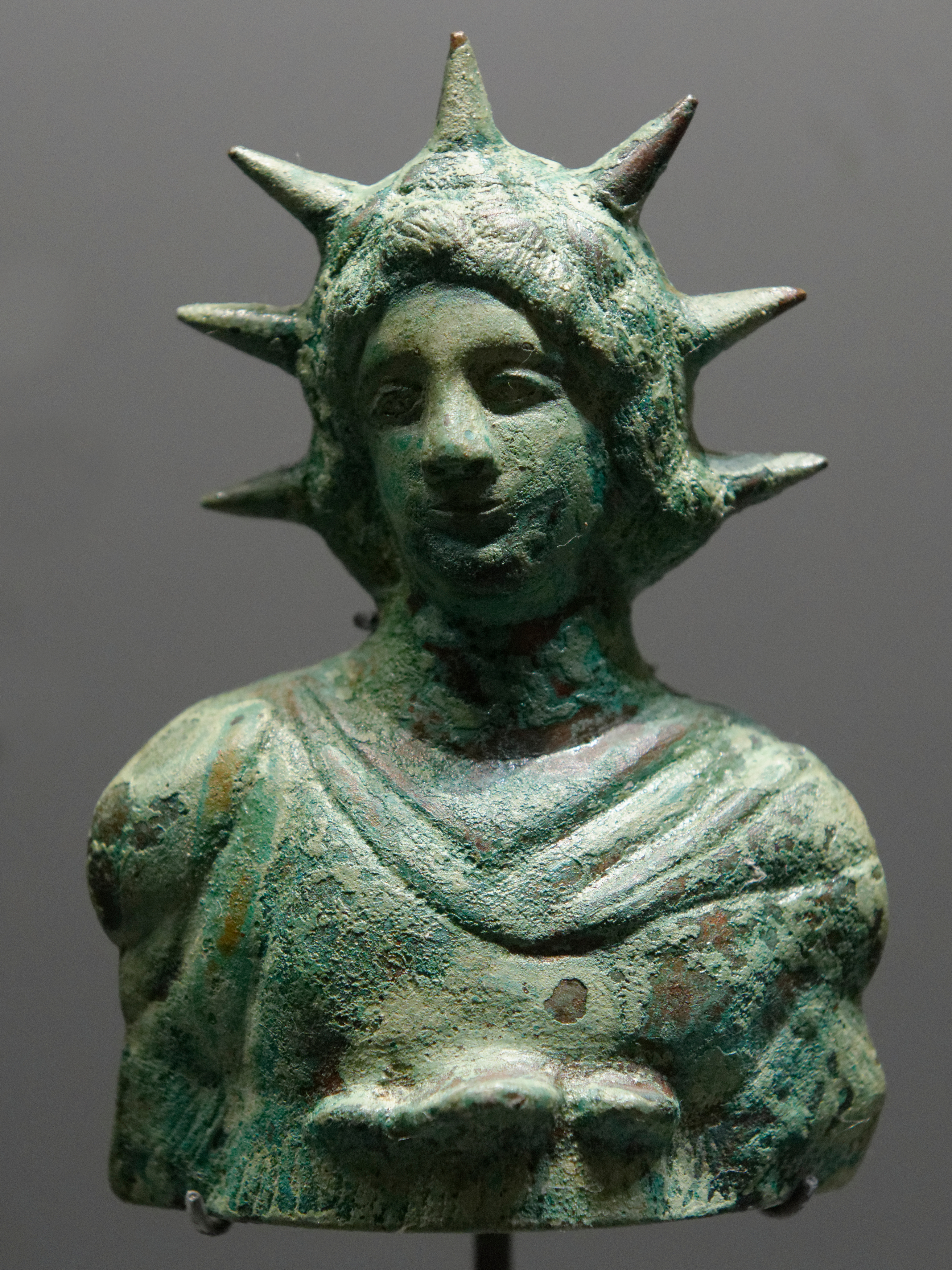
Busto de Helios hallado en Trípoli y donado por Dussaud al Louvre

Entre los libros de René Dussaud destacan:
- La pénétration des Arabes en Syrie avant l'Islam. (Paris: Geuthner, 1955)
- Prélydiens hittites et achéens. (Paris: Geuthner, 1953)
- L'art phénicien du IIe millénaire. (Paris: Geuthner, 1949)
- Les religions des Hittites et des Hourrites, des Phéniciens et des Syriens. (Paris: Presses Universitaires de France, 1945; together with Édouard Dhorme's book Les religions de Babylonie et d'Assyrie)
- Les découvertes de Ras Shamra (Ugarit) et l'Ancien Testament. (Paris: Geuthner, 1941)
- Mélanges syriens offerts à monsieur René Dussaud : secrétaire perpétuel de l'Académie des inscriptions et belles-lettres. (Paris: Geuthner, 1939)
- La Syrie antique et médiévale illustrée. (Paris: Geuthner, 1931)
- Topographie historique de la Syrie antique et médiévale. (Paris: Geuthner, 1927)
- Autour des Inscriptions de Glozel. (Paris: Geuthner, 1927)
- Les origines cananéennes du sacrifice israélite. (Paris: Geuthner, 1921)
- Le Cantique des cantiques: Essai de reconstitution des sources du poème à Salomon. (Paris: Geuthner, 1919)
- Introduction à l'histoire des religions. (Paris: Geuthner, 1914)
- Le Sacrifice en Israel et chez les Phéniciens. (Paris: Geuthner, 1914)
- Les civilisations préhelléniques dans le bassin de la mer Égée. (Paris: Geuthner, 1914)
- Conférences en 1912. (Paris, 1912)
- Les monuments Palestiniens et Judaïques (Moab, Judée, Philistie, Samarie, Galilée). (Paris, 1912)
- Les civilisations préhelléniques dans le bassin de la mer Égée : études de protohistoire orientale. (Paris: Geuthner, 1910)
- Les Arabes en Syrie avant l'Islam. (Paris, 1907)
- Voyage archéologique au Ṣafâ et dans le Djebel ed-Drûz. (Paris, 1901)
- Voyage archéologique au Ṣafâ et dans le Djebel ed-Druz. (Paris: Leroux, 1901)
- Histoire et religion des Nosairîs. (Paris: Bouillon, 1900)